# لورين فيليبس
لورين فيليبس (بالإنجليزية: Lauren Phillips)‏ هي مقدمة تلفزيونية وممثلة بريطانية، ولدت في 1981 في بريدجند ‏ في المملكة المتحدة.

## وصلات خارجية
- لورين فيليبس على موقع IMDb (الإنجليزية)
- لورين فيليبس على موقع قاعدة بيانات الفيلم (الإنجليزية)